# Blå lökspindling
Blå lökspindling (Cortinarius caerulescens) är en svampart som först beskrevs av Jakob Christan Schaeffer, och fick sitt nu gällande namn av Elias Fries 1838. Blå lökspindling ingår i släktet Cortinarius och familjen spindlingar.  Arten är reproducerande i Sverige. Inga underarter finns listade i Catalogue of Life.
I den svenska databasen Dyntaxa används istället namnet Cortinarius caesiocyaneus för samma taxon.  Arten är reproducerande i Sverige.